# Ліза Віттоцці
Ліза Віттоцці (італ. Lisa Vittozzi, 4 лютого 1995) — італійська біатлоністка, олімпійська медалістка, призерка чемпіонатів світу. 
Бронзову медаль чемпіонату світу Віттоцці виборола в 2015 року в Контіолагті в складі італійської жіночої естафетної команди. Бронзову олімпійську медаль вона здобула в змішаній естафеті на Пхьончханській олімпіаді. 
За підсумками сезону 2018-2019 Вітоцці  малий кришталевий глобус у заліку індивідуальних гонок.

## Результати
За даними Міжнародного союзу біатлоністів.

### Олімпійські ігри
1 медаль (1 бронза)
| Ігри           | Інд. гонка | Спринт | Персьют | Масстарт | Естафета | Змішана естафета |
| -------------- | ---------- | ------ | ------- | -------- | -------- | ---------------- |
| Пхьончхан 2018 | 32         | 6      | 11      | 4        | 9        | Бронза           |
| Пекін 2022     | 76         | 36     | 32      | —        | 5        | 9                |

### Чемпіонати світу
5 медалей (3 срібла, 2 бронзи)
| Чемпіонат        | Інд. гонка | Спринт | Персьют | Масстарт | Естафета | Змішана естафета | Одиночна змішана естафета |
| ---------------- | ---------- | ------ | ------- | -------- | -------- | ---------------- | ------------------------- |
| Контіолагті 2015 | —          | 60     | 41      | —        | Бронза   | —                | Н/Д                       |
| Осло 2016        | —          | 20     | 13      | 17       | 7        | —                | Н/Д                       |
| Гохфільцен 2017  | 36         | 4      | 14      | 11       | 5        | 4                | Н/Д                       |
| Естерсунд 2019   | Срібло     | 21     | 10      | 8        | 10       | Бронза           | —                         |
| Антерсельва 2020 | 71         | 6      | 27      | 30       | 10       | Срібло           | —                         |
| Поклюка 2021     | 38         | 5      | 48      | 5        | 9        | 6                | —                         |
| Обергоф 2023     | Бронза     | 5      | DNS     | —        | —        | Срібло           | Бронза                    |

## Статистика кубка світу
У таблиці наведено статистику виступів біатлоніста в Кубку світу.
- Місця 1–3: кількість подіумів
- Чільна 10: кількість фінішів у першій десятці
- В очках: кількість виступів, на яких біатлоніст здобував очки
- Старти: кількість стартів
- Естафета: включно зі змішаною

| Місця                      | Індивід. | Спринт | Персьют | Мас-старт | Естафета | Разом |
| -------------------------- | -------- | ------ | ------- | --------- | -------- | ----- |
| 1                          |          |        |         |           | 1        | 1     |
| 2                          |          |        |         |           |          |       |
| 3                          |          |        | 1       |           | 4        | 5     |
| Чільна 10                  |          | 2      | 2       |           | 17       | 21    |
| В очках                    | 1        | 15     | 10      | 2         | 20       | 48    |
| Стартів                    | 4        | 22     | 15      | 2         | 20       | 63    |
| Станом на: 12 березня 2017 |          |        |         |           |          |       |

## Результати в підсумковій таблиці Кубку світа з біатлону

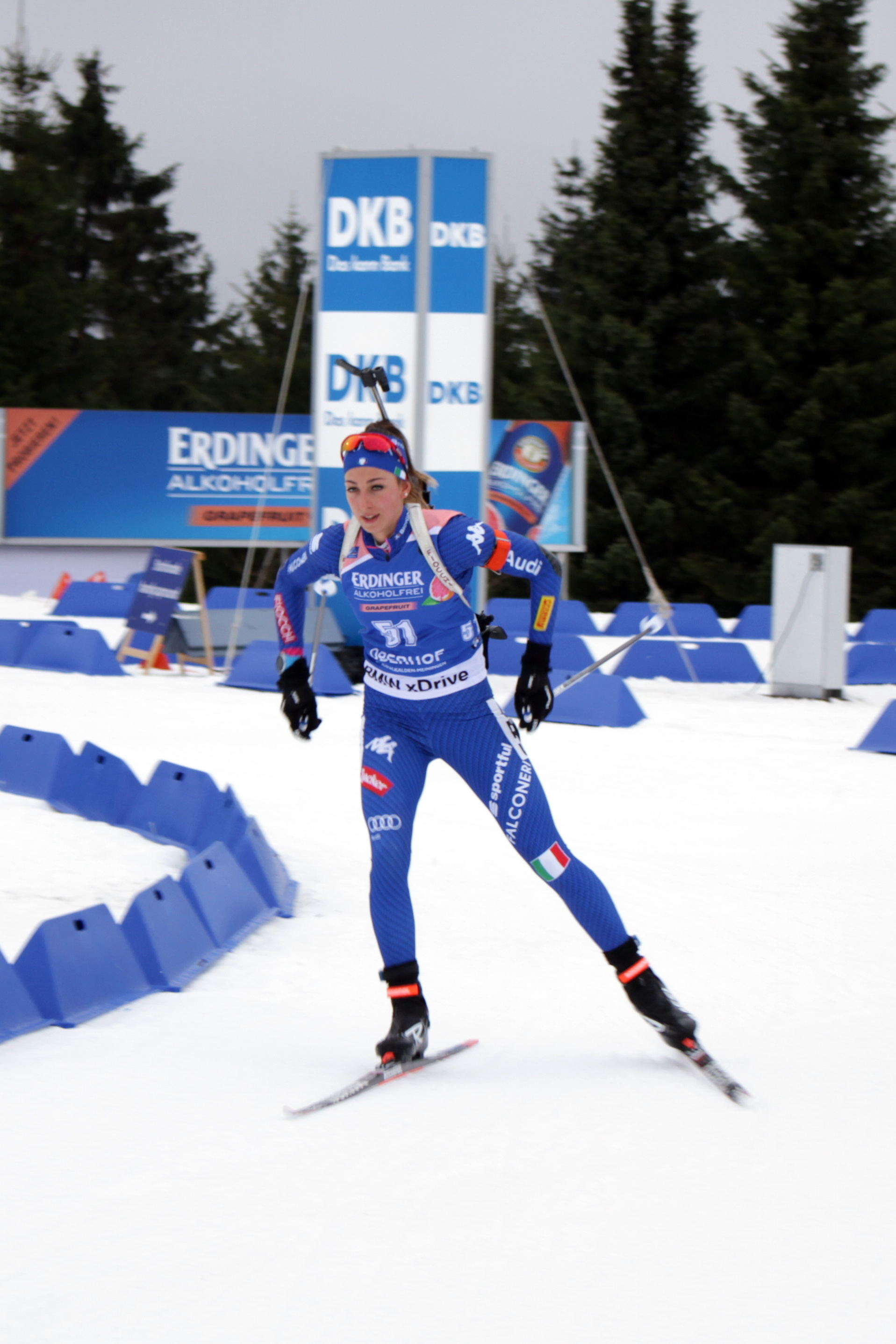
Ліза Вітоцці на 4 етапі Кубку світу з біатлону (сезон 2018-2019) в Обергофі, Німеччина

| Сезон     | Загалом | Загалом | Індивідуальна гонка | Індивідуальна гонка | Спринт | Спринт | Гонка-переслідування | Гонка-переслідування | Мас-старт | Мас-старт |
| Сезон     | Очки    | Місце   | Очки                | Місце               | Очки   | Місце  | Очки                 | Місце                | Очки      | Місце     |
| 2014–2015 | 46      | 66      | 0                   | —                   | 32     | 61     | 14                   | 59                   | 0         | —         |
| 2015–2016 | 161     | 39      | 0                   | —                   | 74     | 34     | 63                   | 40                   | 24        | 39        |
| 2016–2017 | 342     | 27      | 5                   | 67.                 | 130    | 22     | 177                  | 14                   | 30        | 36        |
| 2017–2018 | 588     | 6       | 43                  | 18                  | 230    | 7      | 191                  | 8                    | 125       | 12        |
| 2018–2019 | 882     | 2       | 140                 | 1                   | 309    | 4      | 301                  | 4                    | 132       | 12        |
| 2019–2020 | 528     | 10      | 75                  | 12                  | 214    | 7      | 104                  | 15                   | 135       | 10        |
| 2020–2021 | 449     | 16      | 31                  | 34                  | 206    | 14     | 83                   | 31                   | 97        | 19        |

## Подіуми
| Сезон   | Етап              | Вид гонки             | Місце |
| ------- | ----------------- | --------------------- | ----- |
| 2014–15 | Контіолахті       | Естафета              | 3-є   |
| 2015–16 | Гохфільцен        | Естафета              | 1-е   |
| 2015–16 | Рупольдінг        | Естафета              | 3-є   |
| 2016–17 | Естерсунд         | Змішана естафета      | 3-є   |
| 2016–17 | Антгольц          | Естафета              | 3-є   |
| 2016–17 | Контіолахті       | Гонка-переслідування  | 3-є   |
| 2017–18 | Естерсунд         | Змішана естафета      | 2-е   |
| 2017–18 | Аннесі            | Гонка-переслідування  | 3-є   |
| 2017–18 | Рупольдінг        | Естафета              | 2-е   |
| 2017–18 | Контіолті         | Спринт                | 3-є   |
| 2017–18 | Контіолагті       | Змішана естафета      | 1-е   |
| 2017–18 | Контіолті         | Мас-старт             | 2-е   |
| 2017–18 | Oslo Holmenkollen | Естафета              | 3-є   |
| 2018–19 | Поклюка           | Змішана естафета      | 3-є   |
| 2018–19 | Гохфільцен        | Естафета              | 1-е   |
| 2018–19 | Обергоф           | Спринт                | 1-е   |
| 2018–19 | Обергоф           | Гонка-переслідування  | 1-е   |
| 2018–19 | Рупольдінг        | Спринт                | 2-е   |
| 2018–19 | Антерсельва       | Гонка-переслідування  | 3-є   |
| 2018–19 | Кенмор            | Короткі індивідуальні | 3-є   |
| 2018–19 | Естерсунд         | Змішана естафета      | 3-є   |
| 2019–20 | Естерсунд         | Змішана естафета      | 1-е   |
| 2019–20 | Поклюка           | Мас-старт             | 2-е   |
| 2019–20 | Антерсельва       | Змішана естафета      | 2-е   |
| 2019–20 | Контіолахті       | Гонка-переслідування  | 3-є   |
| 2020–21 | Нове Место        | Спринт                | 3-є   |
| 2021–22 | Контіолахті       | Естафета              | 3-є   |
| 2022–23 | Контіолахті       | Індивідуальна гонка   | 3-є   |
| 2022–23 | Контіолахті       | Спринт                | 2-е   |
| 2022–23 | Гохфільцен        | Естафета              | 3-є   |
| 2022–23 | Аннесі            | Гонка-переслідування  | 2-е   |
| 2022–23 | Поклюка           | Змішана естафета      | 2-е   |
| 2022–23 | Рупольдінг        | Індивідуальна гонка   | 1-е   |
| 2022–23 | Рупольдінг        | Естафета              | 3-є   |
| 2022–23 | Рупольдінг        | Мас-старт             | 2-е   |